# コックのポルカ
「コックのポルカ」は、日本の歌。作曲：山本直純・作詞：阪田寛夫。1964年8月から、NHKの歌番組『みんなのうた』で放送。

## 概要
コックの忙しいが楽しい毎日を、1960年代のポルカにのせて歌っている。歌手は、天地総子&東京放送児童合唱団。アニメーションは、中原収一で、モノクロ映像。
2003年12月には、テレビ放送50周年記念特集「なつかしのみんなのうた」として、また、2006年8月には、テレビで再放送されている。2003年12月放送の際は、ラジオではほぼ毎週放送されたが、テレビでは、2箇月間に、1回しか放送されないという異例の事態が発生した。2006年9月18日12:55 - 放送より、画面左上に表示されていた「1964年8 - 9月放送より」のテロップが、左下に表示されるようになった。
このほか2011年4月3日の『みんなのうた・スペシャル 2000'sセレクション』で放送された。